# 鬼臼亚科
鬼臼亚科（学名：Podophylloideae）是小檗科的一个亚科，包括约10个属89种。主要分布在北半球的温带至亚热带区域，大部分物种集中在东亚的亚热带地区，其余物种零散分布在南欧、西亚、北非、东北亚、喜马拉雅和北美等地区。
鬼臼亚科下的淫羊藿属多数物种的花都具有蜜距，而其他属的花则无距。

## 分类
鬼臼亚科包括以下属：
- 裸花草属 Achlys
- 山槐叶属 Bongardia
- 山荷叶属 Diphylleia
- 鬼臼属 Dysosma
- 淫羊藿属 Epimedium
- 二叶鲜黄连属 Jeffersonia
- 鲜黄连属 Plagiorhegma
- 北美桃儿七属 Podophyllum
- 桃儿七属 Sinopodophyllum
- 折瓣花属 Vancouveria